# مقبرة زنجيرلي قويو
مقبرة زنجيرلي قويو (بالتركية: Zincirlikuyu Mezarlığı)‏ هي إحدى مقابر مدينة إسطنبول. تقع في القسم الأوروپي من المدينة، وتُديرها بلديَّة إسطنبول الكُبرى. يرقد فيها العديد من أعلام الجُمهُوريَّة التُركيَّة من رجال أعمال وساسة ورياضيين.
تقع المقبرة في جادَّة بويوك دره (بالتركية: Büyükdere Caddesi)‏ في حي زنجيرلي قويو (بالتركية: Zincirlikuyu)‏ الواقع بين حييّ إسندپَّه (بالتركية: Esentepe)‏ ولاوند (بالتركية: Levent)‏. هذه المقبرة هي أولى مقابر إسطنبول المُنشأة وفق نمطٍ حديثٍ مُغايرٍ لِلنمط العُثماني. افتُتحت سنة 1935م، ووصلت مساحتها الحاليَّة، أي 0.381 كـم2 (94 أكر)، خلال عقد الخمسينيَّات من القرن العشرين الميلادي.
خلال أوائل القرن الحادي والعشرين الميلادي، تبرَّع المُحسن التُركي إبراهيم بُدُور (بالتركية: İbrahim Bodur)‏ بِمبلغٍ من المقال لإقامة مسجدٍ داخل المقبرة لِتُقام فيها صلوات الجنائز. وافتُتح هذا المسجد لِلعُموم يوم 4 نيسان (أبريل) 2004م، بِسعة خمسُمائة مُصلٍّ. عُلِّقت على مدخل المقبرة لوحةٌ رُخاميَّة نُقشت عليها الآية القُرآنيَّة ﴿كُلُّ نَفْسٍۢ ذَآئِقَةُ ٱلْمَوْتِ ۗ﴾ مع ترجمتها التُركيَّة: «Her canlı ölümü tadacaktır».
من المشاهير المدفونين في هذه المقبرة: الكاتب والأديب سعيد فائق عباسي (1906–1954م)، والدبلوماسي والسياسي إيلتر تركمان (1927-2022م) والسياسية وعالمة الاجتماع بهيجة بوران (1910–1987م)، والشاعر والكاتب والسياسي الشهير رضا توفيق (1869–1949م)، وغيرهم الكثير.